# Hartmut Bärend
Hartmut Bärend (* 21. März 1942 in Berlin) ist ein deutscher evangelischer Theologe, der unter anderem Generalsekretär der Arbeitsgemeinschaft Missionarische Dienste der EKD war.

## Leben
Bärend studierte von 1962 bis 1967 Evangelische Theologie in Berlin und Heidelberg. Es folgten drei Jahre als Vikar und Pfarrer in Berlin. Von 1970 bis 1973 war er wissenschaftlicher Assistent an der Universität Münster und wurde dann theologischer Mitarbeiter und persönlicher Referent der Bischöfe Kurt Scharf und Martin Kruse in Berlin. 1977 wurde er Direktor des evangelischen Jugend und Missionswerks in Bad Salzuflen und von 1998 bis 2007 war er Generalsekretär der Arbeitsgemeinschaft Missionarische Dienste im Diakonischen Werk der EKD. 
Von 1999 bis 2011 war Bärend auch stellvertretender Vorsitzender der Lausanner Bewegung in Deutschland. Er ist außerdem Kuratoriumsmitglied des evangelikalen Vereins ProChrist, einem der Werke im Netzwerk der Deutschen Evangelischen Allianz, das seit 1993 besondere Evangelisationsveranstaltungen durchführt. Von 2000 bis 2010 war er auch Mitglied des Hauptvorstandes der Deutschen Evangelischen Allianz.
Hartmut Bärend ist verheiratet und hat drei Kinder.

## Veröffentlichungen
- Anleitung zum Bibelstudium: der Heilige Geist und seine Früchte, Brockhaus, Wuppertal 1977, ISBN 978-3-417-00651-3.
- Woher - wozu - wohin? : Orientierung für junge Leute, Mohn, Gütersloh 1987, ISBN 978-3-579-00821-9.
- Was mir wichtig ist. Christsein kurz und bündig, Brockhaus, Wuppertal 1989, ISBN 978-3-417-22036-0.
- Die Zehn Gebote. Schutzworte Gottes für die Menschen, Aussaat-Verlag, Neukirchen-Vluyn 2001, ISBN 978-3-7615-3682-7.
- Kleines Bibelseminar: Markusevangelium, Aussaat-Verlag, Neukirchen-Vluyn 2002, ISBN 978-3-7615-3654-4.
- Der Heilige Geist und seine Früchte, Aussaat-Verlag, Neukirchen-Vluyn 2002, ISBN 978-3-7615-3704-6.
- Kirche mit Zukunft. Impulse für eine missionarische Volkskirche, Brunnen-Verlag, Gießen 2006, ISBN 978-3-7655-1385-5.
- Das Matthäus-Evangelium. Impulse für Hauskreise und Bibelstudium, Aussaat-Verlag, Neukirchen-Vluyn 2008, ISBN 978-3-7615-5672-6.
- Wie der Blick zurück die Gemeinde nach vorn bringen kann. Ein Gang durch die Geschichte der kirchlichen Volksmission, Aussaat-Verlag, Neukirchen-Vluyn 2011, ISBN 978-3-7615-5808-9.
- Sage nicht, ich bin zu alt: Glauben, reifen, leben, SCM R. Brockhaus, Holzgerlingen 2012, ISBN 978-3-417-26494-4.
- Im Glauben wachsen und reifen. Akzente der Nachfolge, Brunnen-Verlag, Gießen 2013, ISBN 978-3-7655-5463-6.
- "... damit sie errettet werden!" Eine Reise durch die Geschichte der SMD (zum 75-jährigen Jubiläum der Studentenmission in Deutschland), Edition Wortschatz, Neudorf bei Luhe 2023, ISBN 978-3-943362-88-6.

als (Mit)Herausgeber
- Friedhardt Gutsche (Hrsg.): Schneisen durch die Bibel: Entdeckungen im Buch der Bücher, Aussaat-Verlag, Wuppertal 1980, ISBN 978-3-7615-2222-6.
- mit Hans-Hermann Böhm (Hrsg.): Ich mag dich. Zum Thema: Freundschaft; von jungen Leuten für junge Leute, Brockhaus, Wuppertal 1983, ISBN 978-3-417-20348-6.
- mit Hansjörg Baldinger (Hrsg.): Frieden schaffen, MBK-Verlag, Bad Salzuflen 1983, ISBN
- mit Hans-Hermann Böhm (Hrsg.): Ich mag mich. Zum Thema: Selbstannahme, Brockhaus, Wuppertal 1984, ISBN 978-3-417-20364-6.
- mit Hans-Hermann Böhm (Hrsg.): Ich frag mich. Zum Thema: Glauben, Brockhaus, Wuppertal 1984, ISBN 978-3-417-20382-0.
- Mit vereinten Kräften. Zum Thema: Gruppe, Gemeinschaft, Gemeinde, Brockhaus, Wuppertal 1986, ISBN 978-3-417-20389-9.
- Dein ist die Kraft – für eine wachsende Kirche: Grundlagen – Perspektiven – Ideen, Neukirchener Verlag, Neukirchen-Vluyn 2007, ISBN 978-3-7887-2226-5.